# Dragon Ball Z: „F”, mint Feltámadás
A Dragon Ball Z: ’F’, mint Feltámadás (Hepburn-átírás: Doragon Bōru Zetto: Fukkatsu no 'Efu') a tizenkilencedik animációs játékfilm a Dragon Ball sorozatból és a tizenötödik, ami a Dragon Ball Z védjegye alatt készült. A filmet 2015. április 18-án mutatták be először a mozikban. Ez az első japán film, amit vetítettek IMAX 3D és 4DX mozikban is.
A Dragon Ball Z: Istenek Harca után az ’F’, mint Feltámadás a második olyan film, aminek elkészítését személyesen felügyelte a sorozat készítője, Akira Toriyama. A filmben újra feltűnik a gonosz Dermesztő, valamint a Pusztítás Istene Beerus és Whis az Istenek Harcából.
A filmet világszerte levetítették eredeti japán nyelven, illetve angol szinkronnal is. 
A Funimation angol nyelvű szinkronja csak korlátozottan került vetítésre Észak-Amerikában 2015 augusztus 4-e és 13-a között. A Madman Entertainment jelentette meg a filmet Ausztráliában 2015 augusztus 6-án, és egészen augusztus 13-ig volt látható. A Manga Entertainment kapta meg a vetítési jogokat az Egyesült Királyság területére, ahol 2015 szeptemberében került a mozikba.

## Cselekmény
A béke visszatért a Földre a Beerusszal lévő csata után, mialatt Dermesztő a pokol fogságában raboskodik, ahol a Pokol Angyalai kínozzák.
Vezetőjük hiányában Dermesztő seregének ereje folyamatosan csökken. Az irányítást az egyik hű beosztottja, Sorbet vette át, aki elhatározza, hogy feléleszti mesterét a romló helyzet miatt. Az egyik szolgálójával, Tagomával a Földre megy, ahol ráveszi Pilafot, Mait és Shut, hogy használják fel a sárkánygömböket, amiket összegyűjtöttek és Shenron teljesítse az ő kívánságukat. Azonban a szent sárkány nem képes teljes mértékben feléleszteni Dermesztőt és csak a darabjaiba tud életet lehelni. Ez nem akadály Dermesztő szolgáinak, mert két hónap leforgása alatt újra egésszé tudják formálni a fejlett technológiának köszönhetően. Shu elhasználja a második kívánság lehetőségét és egy millió zenit kér, ami felbosszantja Sorbetet, mivel Dermesztő apját is fel akarta támasztani, de nem végez a Pilaf bandával. Amint a teste újra ép és egész, Dermesztő elhatározza, hogy bosszút áll Gokun és Trunkson. Amikor Tagoma megkérdőjelezi a szükségességét a tervnek, akkor Dermesztő végez vele. Az eset után tudomására jut, hogy Trunks jelenlétét nem tudták meghatározni az évek során és Goku sokkal erősebb lett az utolsó találkozásuk óta, annyira, hogy Majin Buut is legyőzte. Emiatt a zsarnok elhatározza azt is, hogy neki is jobban meg kell erősödnie a bosszúhoz. Dermesztő ezek után kijelenti, hogy az erő, ami a birtokában van, az veleszületett, az egész élete során nem edzett egy napot sem és ezért most először elkezdi fejleszteni magát, mielőtt visszatér a Földre a seregével, négy hónappal később. 
Időközben a Földre megérkezik Jaco, a Galaktikus Őrző, hogy figyelmeztesse Bulmát Dermesztő érkezéséről és ezért Bulma összegyűjti a Z harcosokat, hogy harcoljanak ellene és üzenetet küld Whisnek. Goku és Vegita Beerus bolygóján edz Whisszel, ezzel felébresztve az Istent, és sejtelmük sincs arról, hogy Dermesztő fel lett támasztva és mit tervelt ki. Gohan nem értesíti Gotent és Trunksot a közeledő csatáról, mivel úgy gondolja, hogy valami bajt csinálnának, illetve Tensinhan megkéri Yamchát és Chaozut, hogy maradjanak távol a helyszíntől. Majin Buu sem jelenik meg, mert egy ideje mély álomba merült. Gohan, Sátán, Krilin, Zseniális Teknős, Tensinhan és Jaco ezért önmaguk elintézik Dermesztő seregét, de Dermesztő az első alakjában is túl nagy kihívás a számukra és egyetlen ütéssel majdnem megöli Gohant. 
Bulma üzenete végül megérkezik Whishez, és Goku és Vegita visszatér a Földre, hogy megvívjanak Dermesztővel. Whis és Beerus is csatlakozik a földön tartózkodókhoz, mert Bulma úgy gondolta, hogy ha az üzenetében epres süteményt ígér nekik, akkor majd megvédik őket, habár őket nem igazán hozza lázba a harc kimenetele, csak a desszert.. Dermesztő a végső alakjában kezdi meg a harcot és megnövekedett ereje ellenére Goku képes vele felvenni a harcot. Goku rájön azonban, hogy Dermesztő csak játszadozik, ezért megegyezésre jut vele, hogy teljes erőbedobással folytassák a küzdelmet. Ekkor mindketten átváltoznak: Goku szuper csillagharcossá, de már a Szuper Csillagharcos Istent meghaladó energiával (ezért is lesz arany helyett kék színű a megjelenése), míg Dermesztő csupán „Arany Dermesztő”-ként nevezte el az új alakját. A harc folytatódik és Dermesztő felülkerekedik, viszont Goku és Vegita is hamar rájön a legnagyobb gyengeségére. A bosszú miatti türelmetlensége azt eredményezte, hogy az új alakjának megtalálása után azonnal a Földre menjen. A transzformáció nagyon gyorsan égeti el az energiáit és egyre sebezhetőbbé válik. Goku megfordítja a küzdelem kimenetelét és megadja Dermesztőnek az esélyt arra, hogy elhagyja a Földet és többet ne térjen vissza, azonban Sorbet hátulról meglövi és súlyos sérülést okoz neki. Miután Gokut megkínozta, Dermesztő felajánlja Vegitának a lehetőséget, hogy megölje Gokut, a saját életéért cserébe. Vegita azonban elutasítja és szól Krilinnek, hogy adjon egy varázsbabot Gokunak. Dermesztő erre rátámad Krilinre, azonban Vegita közbe lép és a támadást Sorbet felé irányítja, ami el is találja, ezzel végezve a szolgálóval. Goku megkapja a varázsbabot, majd átengedi a terepet Vegitának és visszatér a többiekhez. Utóbbi szuper csillagharcossá változik, szintén isteni energiával, Dermesztő legnagyobb meglepetésére. Vegita támadásba lendül és majdnem legyőzi Dermesztőt, amikor az visszaváltozik az eredeti alakjára és rájön, hogy nem győzhet és ezért felrobbantja a Földet, ezzel megölve Vegitát. 
Beerus a robbanás előtt észre veszi, hogy mire készül az elkeseredett Dermesztő és szól Whisnek, hogy hozzon létre egy védőburkot maguk, a csapat és egy darabka föld köré. A robbanást csak Whis, Beerus, Bulma, Krilin, Gohan, Goku, Zseniális Teknős, Sátán, Tensinhan és Jaco éli túl. Miközben a Z harcosok siratják a Földet, Goku bosszankodik, hogy nem végzett Dermesztővel, amíg megvolt az esélye rá. Whis ekkor közli, hogy képes arra, hogy három percet visszaforgassa az idő kerekét. Meg is teszi és visszatérnek arra a pontra az időben, amikor Dermesztő már vert helyzetben van. Goku rögtön cselekszik és végül megöli a zsarnokot, aki visszatér a pokolba.

## Szereplők és szinkronok
| Karakter         | Japán hangja      | Angol hangja         |
| ---------------- | ----------------- | -------------------- |
| Goku             | Masako Nozawa     | Sean Schemmel        |
| Vegita           | Ryō Horikawa      | Christopher R. Sabat |
| Gohan            | Masako Nozawa     | Kyle Hebert          |
| Sátán            | Toshio Furukawa   | Christopher R. Sabat |
| Dermesztő        | Ryūsei Nakao      | Chris Ayres          |
| Krilin           | Mayumi Tanaka     | Sonny Strait         |
| Tensinhan        | Hikaru Midorikawa | John Burgmeier       |
| Zseniális Tenkős | Masaharu Satō     | Mike McFarland       |
| Videl            | Yuko Minaguchi    | Kara Edwards         |
| Bulma            | Hiromi Tsuru      | Monica Rial          |
| C-18             | Miki Itō          | Meredith McCoy       |
| Pilaf            | Shigeru Chiba     | Chuck Huber          |
| Shu              | Tesshō Genda      | Chris Cason          |
| Mai              | Eiko Yamada       | Colleen Clinkenbeard |
| Beerus           | Kōichi Yamadera   | Jason Douglas        |
| Whis             | Masakazu Morita   | Ian Sinclair         |
| Jós hal          | Shoko Nakagawa    | Monica Rial          |
| Sorbet           | Shirō Saitō       | Jeremy Schwartz      |
| Tagoma           | Kazuya Nakai      | Micah Solusod        |
| Jaco             | Natsuki Hanae     | Todd Haberkorn       |
| Narrátor         | Jōji Yanami       | Kyle Hebert          |
| Trunks           | Takeshi Kusao     | Eric Vale            |
| Sisami           | Tetsu Inada       | Brad Venable         |
| Shenron          | Ryūzaburō Ōtomo   | Christopher R. Sabat |
| Marron           | Hiroko Ushida     | Tia Ballard          |
| Dr. Briefs       | Ryōichi Tanaka    | Mark Stoddard        |

## Kritikák
A film általánosan kedvező bírálatot kapott, a kritikusok dicsérték az animáció minőségét és a gyors ütemű, akció dús jeleneteket, míg elmarasztalták a sablonos és sablonos sztorit, ami kifejezetten a célközönségre volt szabva.
Az IMDb-n 7,8/10-es pontszámot kapott 10090 felhasználótól.

## Fordítás
Ez a szócikk részben vagy egészben  a   Dragon Ball Z: Resurrection 'F' című angol Wikipédia-szócikk fordításán alapul.  Az eredeti cikk szerkesztőit annak laptörténete sorolja fel. Ez a jelzés csupán a megfogalmazás eredetét és a szerzői jogokat jelzi, nem szolgál a cikkben szereplő információk forrásmegjelöléseként.